# 벨레 아롱디스망
벨레 아롱디스망(프랑스어: Arrondissement de Belley)은 론알프 레지옹의 앵 데파르트망에 있는 프랑스의 아롱디스망이다. 5개의 캉통과 107개의 코뮌이 있다.

## 인구 변화
| 연도 | 1962   | 1968   | 1975   | 1982   | 1990   | 1999   | 2006   | 2011   |
| ---- | ------ | ------ | ------ | ------ | ------ | ------ | ------ | ------ |
| 인구 | 61,582 | 64,654 | 67,712 | 70,542 | 75,020 | 79,652 | 88,745 | 94,678 |

## 행정 구역

### 캉통
벨레 아롱디스망에 속해 있는 캉통은 다음과 같다.
1. 앙베리외앙뷔제
2. 벨가르드쉬르발세린 (일부)
3. 벨레
4. 오트빌롱느 (일부)
5. 라니외 (일부)

### 코뮌
2015년 행정구역 개편의 결과로 벨레 아롱디스망에 편입된 코뮌들이 있다. 르몽텔리에, 조뵈, 리니외르프랑, 생텔루아, 파라망, 페루주, 멕시미외, 빌리외로브몰롱, 샤르노즈쉬랭, 생장드니오, 부르생크리스토프, 생모리스드구르당이 부르캉브레스 아롱디스망에서 넘어왔고, 샹두르코르셀은 낭튀아 아롱디스망에서 넘어온 대신에 샤네가 낭튀아 관할로 넘어갔다.
2019년 1월 1일부터는 코뮌 통폐합으로 10개의 코뮌이 사라지게 되었다. 아르비에르앙발로메 (브레나즈-샤보르네-로시외-비리외르프티 통합), 플라토도트빌 (코르마랑슈앙뷔제-오트빌롱느-오스티아즈-테질리외 통합), 발로메쉬르세랑 (벨몽뤼테지외-롱니외-쉬트리외-비외 통합)이 신설되었고, 생샹이 마니외에 통합되었다.
벨레 아롱디스망에 속해 있는 코뮌과 INSEE 코드는 다음과 같다. (2019년 기준)
1. 라베르즈망드바레
2. 앙베리외앙뷔제
3. 앙블레옹
4. 앙브로네
5. 앙뷔트릭스
6. 앙데르테콩동
7. 앙글포르
8. 아랑
9. 아랑다
10. 아르지
11. 아르믹스
12. 아르트마르
13. 벨레
14. 베농스
15. 베옹
16. 베탕
17. 블리
18. 부르생크리스토프
19. 브레니에코르동
20. 브랑
21. 브리오르
22. 라뷔르방슈
23. 세제리외
24. 샬레
25. 샹파뉴앙발로메
26. 샹도르코르셀
27. 샤르노즈쉬랭
28. 샤토게야르
29. 샤제봉
30. 샤제쉬랭
31. 셰뇌라발므
32. 클레지외
33. 콜로미외
34. 코낭
35. 콩트레보즈
36. 콩지외
37. 코르보노
38. 코를리에
39. 크르생로슈포르
40. 퀼로즈
41. 퀴지외
42. 두브르
43. 에보주
44. 파라망
45. 플라지외
46. 그로슬레생브누아
47. 오트발로메
48. 이니몽
49. 이지외
50. 주아외
51. 라니외
52. 라부르
53. 레망
54. 뤼
55. 롱나
56. 루아예트
57. 마니외
58. 마르샹
59. 마리니외
60. 마시니외드리브
61. 메지미외
62. 몽타니외
63. 르몽텔리에
64. 뮈르제젤리니외
65. 니보예몽그리퐁
66. 옹시외
67. 오르도나즈
68. 파르브제나타주
69. 페루주
70. 페리외
71. 플라토도트빌
72. 폴리외
73. 프레메젤
74. 프레밀리외
75. 리니외르프랑
76. 로시용
77. 뤼피외
78. 생드니앙뷔제
79. 생텔루아
80. 생제르맹레파루아스
81. 생장드니오스트
82. 생트쥘리
83. 생마르탱드바벨
84. 생모리스드구르당
85. 생모리스드레망
86. 생랑베르탕뷔제
87. 생소를리낭뷔제
88. 생뷜바
89. 솔브레나즈
90. 세요나즈
91. 세리에르드브리오르
92. 세셀
93. 수클랭
94. 탈리시외
95. 트네
96. 토르시외
97. 발로메쉬르세랑
98. 보앙뷔제
99. 빌부아
100. 빌리외로예모용
101. 비리외르그랑
102. 비리녱
103. 봉뉴